# Radiación ionizante

Señal de riesgo por radiación en transporte.

Las radiaciones ionizantes son aquellas radiaciones con energía suficiente para ionizar la materia, extrayendo los electrones de sus estados ligados al átomo.
Los rayos gamma, los rayos X y la parte ultravioleta de mayor energía del espectro electromagnético son radiaciones ionizantes, mientras que el ultravioleta de menor energía, la luz visible, casi todos los tipos de luz láser, los infrarrojos, las microondas y las ondas de radio son  radiaciones no ionizantes. El límite entre radiación ionizante y no ionizante en el área ultravioleta no está claramente definido, ya que diferentes moléculas y átomos se ionizan a diferentes energías. La energía de la radiación ionizante comienza entre 10 electronvoltios (eV) y 33 eV.
Entre las partículas subatómicas ionizantes típicas se encuentran las partículas alfas, las partículas betas y los neutrones. Éstas se crean normalmente por desintegración radiactiva, y casi todas son lo suficientemente energéticas como para ionizar. También hay  partículas cósmicas secundarias producidas después de que los rayos cósmicos interactúan con la atmósfera de la Tierra, incluyendo muones, mesónes y positrones. Los rayos cósmicos también pueden producir radioisótopos en la Tierra (por ejemplo, carbono-14), que a su vez decaen y emiten radiación ionizante. Los rayos cósmicos y la desintegración de isótopos radiactivos son las principales fuentes de radiación ionizante natural en la Tierra, contribuyendo a la radiación de fondo. La radiación ionizante también es generada artificialmente por  tubos de rayos X,  aceleradores de partículas y fisión nuclear.
La radiación ionizante no es detectable inmediatamente por los sentidos humanos, por lo que se utilizan instrumentos como  contadores Geigers para detectarla y medirla. Sin embargo, las partículas de muy alta energía pueden producir efectos visibles tanto en la materia orgánica como en la inorgánica (por ejemplo, la iluminación del agua en la radiación Cherenkov) o en los seres humanos (por ejemplo, el síndrome de irradiación aguda).
La radiación ionizante se utiliza en una amplia variedad de campos como la medicina, la energía nuclear, la investigación y la fabricación industrial, pero presenta un peligro para la salud si no se toman las medidas adecuadas contra una exposición excesiva. La exposición a radiaciones ionizantes provoca daños celulares en tejidos vivos y daños orgánicos. En dosis agudas elevadas, se producen quemaduras por radiación y enfermedad por radiación, y dosis más bajas durante un tiempo prolongado pueden causar cáncer inducido por radiación. La Comisión Internacional de Protección Radiológica (ICRP) emite directrices sobre la protección contra la radiación ionizante, y los efectos de la absorción de dosis en la salud humana.

## Radiaciones y tipos de radiación

Espectro electromagnético en diagrama que ilustra que la radiación ionizante aparece en frecuencias superiores a Hz.

Existen otros procesos de emisión de energía, como por ejemplo el debido a una lámpara, un calentador (llamado radiador precisamente por radiar calor o radiación infrarroja), o la emisión de radio ondas en radiodifusión, que reciben el nombre genérico de radiaciones.
Las radiaciones ionizantes pueden provenir de sustancias radioactivas, que emiten dichas radiaciones de forma espontánea, o de generadores artificiales, tales como los generadores de rayos X y los aceleradores de partículas.
Las procedentes de fuentes de radiaciones ionizantes que se encuentran en la corteza terráquea de forma natural, pueden clasificarse como compuestas por partículas alfa, beta, rayos gamma o rayos X. También se pueden producir fotones ionizantes cuando una partícula cargada que posee una energía cinética dada, es acelerada (ya sea de forma positiva o negativa), produciendo radiación de frenado, también llamada bremsstrahlung, o de radiación sincrotrón por ejemplo (hacer incidir electrones acelerados por una diferencia de potencial sobre un medio denso como Wolframio, plomo o hierro es el mecanismo habitual para producir rayos X). Otras radiaciones ionizantes naturales pueden ser los neutrones o los muones.
Las radiaciones ionizantes interaccionan con la materia viva, produciendo diversos efectos. Del estudio de esta interacción y de sus efectos se encarga la radiobiología.
Se utilizan, desde su descubrimiento por Wilhelm Conrad Roentgen en 1895, en la medicina y en la industria. La aplicación más conocida son los aparatos de rayos X, o el uso de fuentes de radiación en el ámbito médico, tanto en diagnóstico (gammagrafía) como en el tratamiento (radioterapia en oncología, por ejemplo) mediante el uso de fuentes (p.ej. cobaltoterapia) o aceleradores de partículas.

## Clasificación de las radiaciones ionizantes

Representación sencilla del poder de penetración de los distintos tipos de radiación ionizante. Una partícula alfa no penetra una lámina de papel, una beta no penetra una lámina de metal y un fotón gamma penetra incluso grandes espesores de metal u hormigón.

### Según sean fotones o partículas
- Radiación electromagnética: este tipo de radiación está formada por fotones con energía suficiente como para ionizar la materia (es decir, superior a unas decenas de electronvoltios). Según su origen y su energía se clasifican en rayos X y rayos gamma.
- Radiación corpuscular: incluye a las partículas Alfa (núcleos de helio), beta (electrones y positrones de alta energía), protones, neutrones y otras partículas que solo se producen por los rayos cósmicos o en aceleradores de muy alta energía, como los piones o los muones.

### Según la ionización producida
- Radiación directamente ionizante: suele comprender a las radiaciones corpusculares formadas por partículas cargadas que interaccionan de forma directa con los electrones y el núcleo de los átomos de moléculas blanco o diana como el oxígeno y el agua. Suelen poseer una transferencia lineal de energía alta.
- Radiación indirectamente ionizante: está formada por las partículas no cargadas como los fotones, los neutrinos o los neutrones, que al atravesar la materia interaccionan con ella produciendo partículas cargadas siendo éstas las que ionizan a otros átomos. Suelen poseer una baja transferencia lineal de energía.

### Según la fuente de la radiación ionizante
- Las radiaciones naturales: proceden de radioisótopos que se encuentran presentes en el aire (como por ejemplo el 222Rn o el 14C), el cuerpo humano (p. ej. el 14C o el 235U), los alimentos (p. ej. el 24Na o el 238U), la corteza terrestre (y por tanto las rocas y los materiales de construcción obtenidos de éstas, como el 40K), o del espacio (radiación cósmica). Son radiaciones no producidas por el hombre. Más del 80% de la exposición a radiaciones ionizantes en promedio a la que está expuesta la población proviene de las fuentes naturales.

- Las diferentes radiaciones artificiales: están producidas mediante ciertos aparatos o métodos desarrollados por el ser humano, como por ejemplo los aparatos utilizados en radiología, algunos empleados en radioterapia, por materiales radiactivos que no existen en la naturaleza pero que el ser humano es capaz de sintetizar en reactores nucleares o aceleradores de partículas, o por materiales que existen en la naturaleza pero que se concentran químicamente para utilizar sus propiedades radiactivas. La naturaleza física de las radiaciones artificiales es idéntica a la de las naturales. Por ejemplo, los rayos X naturales y los rayos X artificiales son ambos rayos X (fotones u ondas electromagnéticas que proceden de la desexcitación de electrones atómicos). Ejemplos de fuentes artificiales de radiación son los aparatos de rayos X, de aplicación médica o industrial, los aceleradores de partículas de aplicaciones médicas, de investigación o industrial, o materiales obtenidos mediante técnicas nucleares, como ciclotrones o centrales nucleares.

Los restos de las explosiones de bombas en la Segunda Guerra Mundial, en las pruebas atómicas llevadas a cabo en la atmósfera por las potencias nucleares durante el inicio de la Guerra Fría, o las debidas al accidente de Chernobyl dan lugar a una presencia ubicua de radioisótopos artificiales procedentes de la fisión (principalmente 137Cs). Los isótopos de semiperiodo más largo serán detectables durante decenas de años en toda la superficie terrestre.

## Radiaciones ionizantes y salud

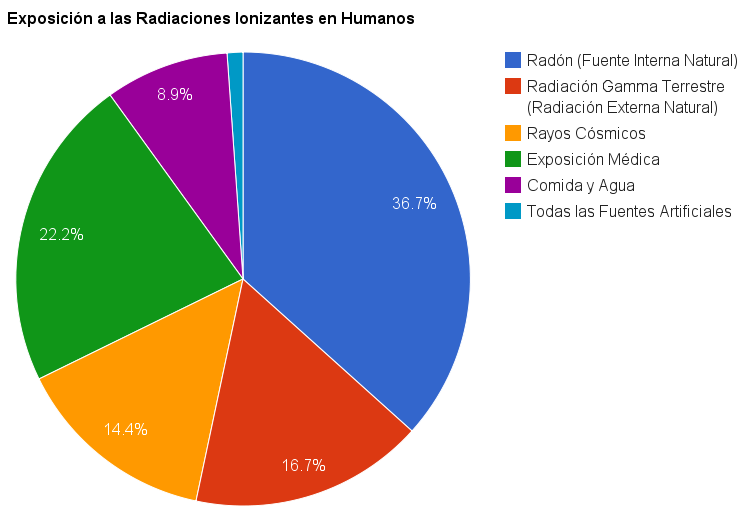
Exposición a las radiaciones ionizantes en humanos.

Como ya se ha dicho, los seres vivos están expuestos a niveles bajos de radiación ionizante procedente del sol, las rocas, el suelo, fuentes naturales del propio organismo, residuos radiactivos de pruebas nucleares en el pasado, de ciertos productos de consumo y de materiales radiactivos liberados desde hospitales y desde plantas asociadas a la energía nuclear y a las de carbón.
Los trabajadores expuestos a mayor cantidad de radiaciones son los astronautas (debido a la radiación cósmica), el personal médico o de rayos X, los investigadores, los que trabajan en una instalación radiactiva o nuclear. Además se recibe una exposición adicional con cada examen de rayos X y de medicina nuclear, y la cantidad depende del tipo y del número de exploraciones.
No se ha demostrado que la exposición a bajos niveles de radiación ionizante del ambiente afecte la salud de seres humanos. De hecho existen estudios que afirman que podrían ser beneficiosas (la hipótesis de la hormesis).
 
Sin embargo, los organismos dedicados a la protección radiológica oficialmente utilizan la hipótesis conservadora de que hasta en dosis moderadas, e incluso muy bajas, las radiaciones ionizantes aumentan la probabilidad de contraer cáncer, y que esta probabilidad aumenta con la dosis recibida (Modelo lineal sin umbral). A los efectos producidos a estas dosis bajas se les suele llamar efectos probabilistas, estadísticos o estocásticos.
La exposición a altas dosis de radiación ionizante puede causar quemaduras de la piel, caída del cabello, náuseas, enfermedades y la muerte. Los efectos dependerán de la cantidad de radiación ionizante recibida y de la duración de la irradiación, y de factores personales tales como el sexo, edad a la que se expuso, y del estado de salud y nutrición. Aumentar la dosis produce efectos más graves.
Está demostrado que una dosis de 3 a 4 Sv produce la muerte en el 50 % de los casos. A los efectos producidos a altas dosis se les denomina deterministas o no estocásticos en contraposición a los estocásticos.

## Utilidad de las radiaciones ionizantes
Las radiaciones ionizantes tienen aplicaciones muy importantes en ciencias, industrias y medicina. En la industria, las radiaciones ionizantes pueden ser útiles para la producción de energía, para la esterilización de alimentos, para conocer la composición interna de diversos materiales y para detectar errores de fabricación y ensamblaje. En el campo de la medicina, las radiaciones ionizantes también cuentan con numerosas aplicaciones beneficiosas para el ser humano. Con ellas se pueden realizar una gran variedad de estudios diagnósticos (medicina nuclear y radiología) y tratamientos (medicina nuclear y radioterapia).

## Interacción de la radiación con la materia
Las partículas cargadas, como los electrones, los positrones, muones, protones, iones u otras, interactúan directamente con la corteza electrónica de los átomos, debido a la fuerza electromagnética.
Los rayos gamma interactúan con los átomos de la materia con tres mecanismos distintos:
- Absorción fotoeléctrica: es una interacción en la que el fotón gamma incidente desaparece. En su lugar, se produce un fotoelectrón de una de las capas electrónicas del material absorbente con una energía cinética procedente de la energía del fotón incidente, menos la energía de ligadura del electrón en su capa original.
- Efecto Compton: es una colisión elástica entre un electrón ligado y un fotón incidente, siendo la división de energía entre ambos dependiente del ángulo de dispersión.
- Producción de pares: el proceso ocurre en el campo de un núcleo del material absorbente y corresponde a la creación de un par electrón - positrón en el punto en que desaparece el fotón gamma incidente. Debido a que el positrón es una forma de antimateria, una vez que su energía cinética se haga despreciable se combinará con un electrón del material absorbente, aniquilándose y produciendo un par de fotones.

Los neutrones interactúan con los núcleos de la materia mediante los siguientes efectos:
- Activación: es una interacción completamente inelástica de los neutrones con los núcleos, mediante la cual el neutrón es absorbido, produciendo un isótopo diferente. Es la base de la transmutación producida en los ADS's[cita requerida].
- Fisión: mediante esta interacción los neutrones se unen a un núcleo pesado (como el uranio-235) excitándole de forma tal que provoca su inestabilidad y desintegración posterior en dos núcleos más ligeros y otras partículas. Es la base de los reactores nucleares de fisión.
- Colisión inelástica: en esta interacción el neutrón colisiona con el núcleo cediendo una parte de su energía, con lo que el resultado es un neutrón y un núcleo excitado que normalmente emite radiaciones gamma, ionizantes, más tarde.

## Unidades de medida de la radiación ionizante
Los seres humanos no poseen ningún sentido que perciba las radiaciones ionizantes. Existen diversos tipos de instrumentos que pueden captar y medir la cantidad de radiación ionizante que absorbe la materia. (Ver como ejemplo los contadores Geiger, detectores de ionización gaseosa, centelleadores o ciertos semiconductores)
Existen varias unidades de medida de la radiación ionizante, unas tradicionales y otras del Sistema Internacional de Unidades (SI).
- Unidades tradicionales: son el Röntgen, el Rad, el REM.
- Unidades del sistema internacional: son las más utilizadas el Culombio/kg, el Gray (Gy) y el Sievert (Sv).